# Biggie Juke
Biggie Juke, egentligen Mahad Farhan Hossein, född 17 juli 1994 i Tensta, är en svensk rappare. 

## Biografi
Mahad föddes i Sverige, men hans föräldrar är från Djibouti. Han växte upp i Stockholmsförorten Tensta. Namnet Biggie Juke kom från hans barndomsvän. Biggie är från den amerikanska rapparen Biggie Smalls. Juke betyder "sjuk", vilket hans vän menade på hur hans sätt att rappa på var.
Han är en del av skivbolaget Team Platina, tillsammans med sina vänner och rapparna Z.E, Gringo, Nigma och Jiggz. Jiggz är Biggie Jukes fyra år yngre lillebror. 
Mahad har släppt två album, Big Man Big Plans och Back To Back. På Big Man Big Plans så gästar bland annat Jaffar Byn, Z.E och Adel. På Back To Back så gästar Tumba-rapparen Rami, 2.clock, Robbz & Brookz och Jiggz.

## Diskografi i urval

### Album
- 2017 – Big Man Big Plans, Team Platina
- 2020 – Back To Back, Team Platina

### Singlar
- 2018 – I'm Back, Team Platina
- 2018 – Livsstil (med Thrife och Z.E), Team Platina
- 2018 – Payday, Team Platina
- 2019 – Payday, Tensta Platina
- 2019 – Kasta tärningar, Team Platina
- 2020 – Bon Apetit (med Rami), Team Platina
- 2020 – Hela Mitt Liv, Team Platina
- 2020 – Fast, Team Platina

### Inhopp
- 2017 – Gucci Song (Remix) (med Michel Dida m.fl.)
- 2017 – Real Recognize Real (med Z.E och Dree Low), Spinnup
- 2018 – Tensta (med Z.E), Team Platina